# Episodi di The Office (quinta stagione)
La quinta stagione della serie televisiva The Office, composta da 28 episodi, è andata in onda negli Stati Uniti d'America dal 25 settembre 2008 al 14 maggio 2009 sul canale statunitense NBC.
In Italia la stagione è stata pubblicata da Prime Video nel 2018.
| nº | Titolo originale             | Titolo italiano                    | Prima TV USA      | Pubblicazione Italia |
| -- | ---------------------------- | ---------------------------------- | ----------------- | -------------------- |
| 1  | Weight Loss (part 1 e 2)     | Perdita di peso: Parte 1 e 2       | 25 settembre 2008 | febbraio 2018        |
| 2  | Weight Loss (part 1 e 2)     | Perdita di peso: Parte 1 e 2       | 25 settembre 2008 | febbraio 2018        |
| 3  | Business Ethics              | Etica lavorativa                   | 9 ottobre 2008    | febbraio 2018        |
| 4  | Baby Shower                  | La festa                           | 16 ottobre 2008   | febbraio 2018        |
| 5  | Crime Aid                    | Crime aid                          | 23 ottobre 2008   | febbraio 2018        |
| 6  | Employee Transfer            | Trasferimento dipendenti           | 30 ottobre 2008   | febbraio 2018        |
| 7  | Customer Survey              | Sondaggio clienti                  | 6 novembre 2008   | febbraio 2018        |
| 8  | Business Trip                | Viaggio di lavoro                  | 13 novembre 2008  | febbraio 2018        |
| 9  | Frame Toby                   | Incastrate Toby                    | 20 novembre 2008  | febbraio 2018        |
| 10 | The Surplus                  | Il surplus                         | 4 dicembre 2008   | febbraio 2018        |
| 11 | Moroccan Christmas           | Natale in Marocco                  | 11 dicembre 2008  | febbraio 2018        |
| 12 | The Duel                     | Il duello                          | 15 gennaio 2009   | febbraio 2018        |
| 13 | Prince Family Paper          | La carta della famiglia Prince     | 22 gennaio 2009   | febbraio 2018        |
| 14 | Stress Relief (part 1 e 2)   | Sollievo dallo stress: Parte 1 e 2 | 1º febbraio 2009  | febbraio 2018        |
| 15 | Stress Relief (part 1 e 2)   | Sollievo dallo stress: Parte 1 e 2 | 1º febbraio 2009  | febbraio 2018        |
| 16 | Lecture Circuit (part 1 e 2) | Ciclo di conferenze: Parte 1 e 2   | 5 febbraio 2009   | febbraio 2018        |
| 17 | Lecture Circuit (part 1 e 2) | Ciclo di conferenze: Parte 1 e 2   | 12 febbraio 2009  | febbraio 2018        |
| 18 | Blood Drive                  | Donazione del sangue               | 5 marzo 2009      | febbraio 2018        |
| 19 | Golden Ticket                | Biglietto d'oro                    | 12 marzo 2009     | febbraio 2018        |
| 20 | New Boss                     | Il nuovo capo                      | 19 marzo 2009     | febbraio 2018        |
| 21 | Two Weeks                    | Due settimane                      | 26 marzo 2009     | febbraio 2018        |
| 22 | Dream Team                   | La squadra d'oro                   | 9 aprile 2009     | febbraio 2018        |
| 23 | Michael Scott Paper Company  | Michael Scott Paper Company        | 9 aprile 2009     | febbraio 2018        |
| 24 | Heavy Competition            | Dura concorrenza                   | 16 aprile 2009    | febbraio 2018        |
| 25 | Broke                        | Al verde                           | 23 aprile 2009    | febbraio 2018        |
| 26 | Casual Friday                | Venerdì casual                     | 30 aprile 2009    | febbraio 2018        |
| 27 | Cafe Disco                   | Disco-caffè                        | 7 maggio 2009     | febbraio 2018        |
| 28 | Company Picnic               | Picnic aziendale                   | 14 maggio 2009    | febbraio 2018        |

## Perdita di peso
- Titolo originale: Weight Loss
- Diretto da: Paul Feig
- Scritto da: Lee Eisenberg e Gene Stupnitsky

### Trama
La filiale della Dunder Mifflin di Scranton prende parte a una competizione organizzata dalla compagnia stessa, incentrata sulla perdita di peso. L’ufficio sta tuttavia andando incontro a diversi cambiamenti: Pam ha infatti lasciato il proprio incarico di segretaria, ed è pronta a trasferirsi a New York, per un corso trimestrale di design al Pratt Institute; Andy, invece, sta organizzando con entusiasmo il proprio matrimonio con Angela, che, tuttavia, lo tradisce regolarmente con Dwight.
Poco tempo dopo l’addio di Pam, in ufficio ritorna Ryan, che Michael ha voluto assumere a tempo determinato come segretario, dopo che il ragazzo è stato incarcerato per frode aziendale. Il ragazzo cerca così di sistemare le questioni irrisolte con i propri colleghi, Jim e Kelly su tutti: la ragazza, in particolare, rifiuta le sue avance, ma non nasconde un certo interesse per l’ex compagno.
Intanto, l’integrazione di Holly in ufficio procede speditamente, e la donna dimostra una certa intesa con Michael, che continua ad attenersi ai consigli di Jim nell’approcciarsi alla donna, finendo involontariamente per dimostrarsi disinteressato a un rapporto più profondo. A ciò si aggiunge l’ingombrante presenza di Jan, che continua ad avere un ruolo invadente e dominante nei confronti di Michael.
La competizione interna della Dunder Mifflin, invece, procede con molte difficoltà: dopo un’iniziale buona lena dimostrata dagli impiegati, il trend di peso perso comincia a diventare altalenante, con periodi di perdite nulle o addirittura negative. Michael si accorge peraltro delle infrazioni alla dieta commesse da alcuni impiegati, come in occasione della festa di compleanno per Stanley, organizzata da Phyllis, che ha nel frattempo sostituito Angela come presidente del party planning committee, essendo ella a conoscenza della relazione tra lei e Dwight.
Michael è uno dei pochi che non si arrende alla sfida aziendale, fino a che l’ultimo giorno non arriva la conferma della loro sconfitta. A essere contenti, quel giorno, sono solamente Stanley, che è riuscito a perdere 7 libbre, e Jim, che ha incontrato Pam e le ha chiesto finalmente di sposarlo.

## Etica lavorativa
- Titolo originale: Business Ethics
- Diretto da: Jeffrey Blitz
- Scritto da: Ryan Koh

### Trama
Holly è incaricata di svolgere un incontro in ufficio sull'etica al lavoro, a causa dei recenti trascorsi giudiziari di Ryan: durante tale conferenza, la donna riceve il pieno appoggio di Michael, che esorta i propri dipendenti a confessare le proprie azioni "peccaminose" sul luogo di lavoro senza temere alcuna conseguenza. L'escalation porta però Meredith a rivelare di avere abitualmente rapporti sessuali in favore di sconti per la compagnia, oltre a dei coupon per l'Outback Steakhouse. Holly, sbigottita da tale confessione, è incline a denunciare la cosa, che potrebbe costare a Meredith il licenziamento, e trova così l'opposizione di Michael, che dopo aver tentato invano di convincerla a rinunciare alla denuncia comincia a trattarla come Toby, e dell'intero ufficio. L'azienda decide però di ignorare le vicende legate a Meredith, rimproverando a Holly il ritardo nella conclusione dell'incontro. Michael, resosi conto del dispiacere provato dalla collega, decide così di supportarla.
Intanto, durante la stessa conferenza, Dwight dichiara con orgoglio di non aver mai commesso azioni immorali sul luogo di lavoro, nemmeno di aver mai perso del tempo. Così, Jim decide di cronometrare ogni sua minima distrazione, portandolo sull'orlo dell'esasperazione. Infine, dopo una perdita di tempo di quasi venti minuti, Dwight ammetterà di essere immorale, per la gioia di Jim.

## La festa
- Titolo originale: Baby Shower
- Diretto da: Greg Daniels
- Scritto da: Aaron Shure

### Trama
Michael si sta preparando per la nascita del bambino di Jan, così decide di organizzare un baby shower per accogliere il nascituro. Quando arriva il giorno della festa, tuttavia, in ufficio assieme a Jan si presenta la neonata Astrid Levinson, nata in anticipo all'insaputa di Michael. Quando Michael, che si dice pazzo per i bambini, prova ad approcciarsi alla neonata, tuttavia, è costretto a farlo con eccessive precauzioni, su volontà di Jan, per la quale la festa viene comunque celebrata, nonostante l'imbarazzo generale. La neo-mamma, poi, chiede a Michael di badare alla bambina per una ventina di minuti, il manager si rende conto di non provare nulla per Astrid, per poi capire attraverso Darryl che quella non è una sua figlia.
Nel mentre, Michael spiega a Holly di doverla trattare con freddezza per evitare le gelosie di Jan. Holly accetta la cosa, ma se ne dispiace, a causa dell'attrazione che prova per il suo superiore. Jan, poco prima di abbandonare l'ufficio con Astrid, chiede a Michael di non uscire con Holly: il manager l'asseconda, quindi va da Holly e l'abbraccia, capendo così di voler uscire con lei.
Intanto, Jim e Pam devono affrontare i primi problemi di comunicazione legati alla distanza fisica.

## Crime aid
- Titolo originale: Crime Aid
- Diretto da: Jennifer Celotta
- Scritto da: Charlie Grandy

### Trama
Michael e Holly decidono di organizzare il loro terzo appuntamento, che entrambi considerano decisivo per il decollo della relazione. La coppia attende che l'ufficio si sia svuotato, quindi i due si rinchiudono nell'edificio della Dunder Mifflin da soli per poter avere il terzo appuntamento. La mattina dopo, tuttavia, i due scoprono di aver dimenticato di chiudere gli uffici dopo aver abbandonato la filiale, il cui edificio è stato messo soqquadro da dei rapinatori. Michael decide così di organizzare un'asta per raccogliere i fondi necessari al recupero dei beni sottratti: l'iniziativa stenta tuttavia ad avere successo, almeno sino all'arrivo del CFO David Wallace, consentendo quindi un buon esito dell'asta.
Nel frattanto, Dwight e Jim sono alle prese con alcuni problemi di coppia: il primo, infatti, dopo che Angela e Andy hanno fissato la data di nozze, è insofferente, e su consiglio di Phyllis decide di dare un ultimatum ad Angela su quale dei due amanti scegliere. Nonostante la decisione di quest'ultima di restare con Andy, Dwight resta dell'idea di poter riconquistare l'ex compagna. Jim, dal canto suo, dopo aver incontrato Roy, comincia a nutrire il sospetto che Pam, che nel frattempo ha trovato un lavoro d'ufficio part-time, abbia conosciuto qualche ragazzo a New York, e decide così di andare a trovarla: sulla strada per la Grande Mela, tuttavia, il ragazzo decide di tornare indietro, dicendosi convinto della buona fede della fidanzata.

## Trasferimento dipendenti
- Titolo originale: Employee Transfer
- Diretto da: David Rogers
- Scritto da: Anthony Q. Farrell

### Trama
Dopo che Wallace ha scoperto la relazione tra Michael e Holly, quest'ultima è stata trasferita nella filiale di Nashua, New Hampshire, così Michael e Darryl decidono di aiutarla nel trasloco. La coppia sembra spensierata di fronte a tale evento, ma ben presto, durante il viaggio, emergono le preoccupazioni di Holly, non convinta della possibilità che una relazione a distanza possa perdurare. Tali angosce contagiano anche Michael, così i due, alla fine del viaggio, si congedano, e Michael fa ritorno a Scranton, venendo però consolato da Darryl.
Jim, nel mentre, si reca a New York, dove è previsto un pranzo con Pam e i suoi due fratelli, Tom e Pete Halpert. Pam, inizialmente entusiasta, decide di organizzare uno scherzo a Jim con la complicità dei due fratelli, che però finiscono per mortificare Pam durante il pranzo. In ufficio, invece, Dwight cerca di far esasperare Andy vestendosi come uno studente fanatico della Cornell University, il college frequentato da Andy, addirittura facendo richiesta d'ammissione: per controbattere, Andy si fa dare l'incarico di intervistare Dwight per il colloquio di ammissione.
- Altri interpreti: Tug Coker (Pete Halpert), Blake Robbins (Tom)

## Sondaggio clienti
- Titolo originale: Customer Survey
- Diretto da: Stephen Merchant
- Scritto da: Lester Lewis

### Trama
È arrivato il giorno della rassegna delle customer reviews, ovvero i rapporti della clientela sull'operato degli impiegati della Dunder Mifflin. A occuparsene è Kelly, e a sorpresa i rapporti su Jim e Dwight risultano più che negativi. La situazione insospettisce dapprima Dwight, che ipotizza una cospirazione governativa, quindi lo stesso Jim, che, su consiglio di Pam, con la quale è a contatto costante grazie a un auricolare microscopico, decide di approfondire la faccenda: viene così a galla che Kelly ha scientemente sabotato i rapporti sui due impiegati, per vendicarsi della loro assenza a un party da lei organizzato. Risolto il mistero, Jim si ritrova però ad ascoltare una conversazione tra Pam e un compagno di studi, che le consiglia di restare a New York dopo la conclusione del corso al Pratt Institute, per poter coronare il suo sogno di diventare artista.
Nel frattempo, Andy si dà da fare per la location del matrimonio con Angela, che si dimostra dal canto suo assai esigente e noncurante delle preferenze del compagno: in base alle preferenze della fidanzata, Andy finirà per scegliere la tenuta di Dwight come location, per la contentezza di quest'ultimo e di Angela.

## Viaggio di lavoro
- Titolo originale: Business Trip
- Diretto da: Randall Einhorn
- Scritto da: Brent Forrester

### Trama
Per stemperare le tensioni createsi dopo il trasferimento di Holly a Nashua, Wallace decide di offrire a Michael un viaggio di lavoro a Winnipeg, Manitoba. Il manager accetta di buon grado, portando con sé Andy e Oscar: per Michael, tuttavia, il viaggio si rivela una gran delusione, e il manager finisce per lamentarsi con Wallace del comportamento di quest'ultimo nei confronti di lui e Holly; a differenza del loro superiore, però, Andy e Oscar hanno l'occasione di conoscersi meglio, nonché di discutere della relazione di Andy con Angela.
Intanto, in ufficio, Ryan tenta in più modi di ritornare con Kelly, che dopo una scarsa resistenza decide di tradire Darryl con l'ex compagno. Ryan spinge così la donna a lasciare il magazziniere, che, con sorpresa di Ryan, si rivela noncurante della cosa. Il ragazzo comincerà così a ricredersi sulla sua attrazione per Kelly, fino a pentirsene tacitamente.
Jim, invece, riceve una chiamata da Pam, che gli spiega di aver fallito l'esame finale del suo corso di graphic design: a malincuore, Jim sprona la propria fidanzata a ripetere il corso, a costo di aspettare altri tre mesi per potersi ricongiungere. La donna decide tuttavia di ritornare a Scranton, non sopportando la lontananza dal proprio compagno.

## Incastrate Toby
- Titolo originale: Frame Toby
- Diretto da: Jason Reitman
- Scritto da: Mindy Kaling

### Trama
Oltre a Pam, che ha ripreso l'incarico di segretaria, alla filiale di Scranton della Dunder Mifflin è tornato anche Toby, fatto che tormenta alquanto Michael, tutt'altro felice di rivedere il collega. Con l'aiuto di Dwight, il manager cercherà in ogni modo di sbarazzarsene, addirittura procurandosi della cannabis da nascondere nella sua scrivania per poterlo così denunciare alle autorità: all'arrivo dei poliziotti, tuttavia, Michael, colto dal panico e dal senso di colpa, cercherà di addossarsene la responsabilità, salvo poi scoprire che gli era stata venduta dell'insalata, anziché marijuana. Toby si dimostra incapace di reagire alle continue provocazioni di Michael, che, di rimando, continua a trattarlo sgarbatamente.
Intanto, in ufficio Pam combatte una crociata contro i propri colleghi, che si dimostrano noncuranti dell'igiene della break room. La ragazza, inoltre, riceve una sorpresa da Jim, che ha acquistato la casa dei propri genitori per potervi convivere con Pam, la quale si dimostra sorprendentemente entusiasta della cosa. Intanto, Ryan decide di lasciare Kelly, preparandosi a partire per un lungo viaggio in Thailandia.

## Il surplus
- Titolo originale: The Surplus
- Diretto da: Paul Feig
- Scritto da: Gene Stupnitsky e Lee Eisenberg

### Trama
Oscar comunica a Michael che la filiale di Scranton della Dunder Mifflin ha registrato un surplus di 4300 dollari, così l'impiegato invita il manager a riflettere all'idea di investire quel denaro in una nuova fotocopiatrice, piuttosto che restituirlo alla sede centrale dell'azienda. Pam, venuta a sapere della cosa, propone invece l'acquisto di nuove sedie per l'ufficio, il che divide gli impiegati in due fazioni, che si danno da fare per convincere Michael a soddisfare le rispettive richieste. Michael, incapace di decidere, finisce per chiedere aiuto a Wallace, che gli suggerisce di restituire il surplus all'azienda in favore di un bonus del 15% del valore del surplus stesso: per evitare ciò, Oscar e Pam si accordano infine per l'acquisto delle sedie.
Andy, Dwight e Angela, nel frattempo, si allontanano dall'ufficio per far visita alla tenuta di Dwight, dove si celebrerà il matrimonio tra Andy e Angela. Durante la giornata, Angela realizza di aver commesso un errore nello scegliere Andy anziché Dwight, ma ritorna sui suoi passi quando scopre che quest'ultimo ha tentato segretamente di farsi sposare con Angela stessa.

## Natale in Marocco
- Titolo originale: Moroccan Christmas
- Diretto da: Paul Feig
- Scritto da: Justin Spitzer

### Trama
In ufficio si sta come di consueto celebrando il Natale, e stavolta i festeggiamenti sono organizzati da Phyllis, ormai indisturbatamente a capo del party planning committee, che approfitta della sua posizione per vessare Angela e trattarla sgarbatamente. Durante la festa, Michael decide di sbizzarrirsi nella preparazione di cocktail alcolici, che mandano su di giri Meredith, la quale crea un piccolo incidente nella sala conferenze. Turbato dal comportamento della dipendente, Michael organizza un incontro tra gli impiegati, durante il quale afferma che la donna soffra di un problema di dipendenza dall'alcool. Gli impiegati dimostrano scarsa collaborazione, così Michael è costretto a trascinare la donna in un centro di riabilitazione, contro la sua volontà.
Sul finire dei festeggiamenti, Angela decide di ribellarsi ai soprusi di Phyllis, così quest'ultima decide di svelare all'intero ufficio la relazione clandestina tra Angela e Dwight. Tuttavia, l'unico a non udire tale rivelazione è proprio Andy, che resta così ancora all'oscuro dei ripetuti tradimenti commessi dalla sua compagna.

## Il duello
- Titolo originale: The Duel
- Diretto da: Dean Holland
- Scritto da: Jennifer Celotta

### Trama
Sono passati 17 giorni dalla rivelazione di Phyllis, e Andy non è ancora venuto a sapere della relazione tra Angela e Dwight. Quest'ultimo dimostra di soffrire parecchio la paranoia d'ufficio generatasi nel frattempo, mentre Michael e Oscar premono affinché Andy scopra la verità. Così, Michael, prima di partire per New York, rivela ad Andy il segreto di Angela. Andy, pur scioccato dalla faccenda, si fa convincere da Angela e perdonarla, ma di fronte a un Dwight restio a lasciar perdere la donna, i due decidono di sfidarsi a duello, con il benestare di Angela e lo stupore dei colleghi, per decretare chi dei due potrà avere la mano della donna. La situazione presto degenera, e Dwight scopre che Angela ha mentito anche a lui: pertanto, sia Dwight sia Andy decideranno di rinunciare a Angela.
Michael, nel frattempo, è stato convocato da David Wallace per un colloquio sul rendimento della filiale di Scranton: pur aspettandosi pessime notizie, il manager scopre dal CFO che la sua è la sede della Dunder Mifflin dal migliore rendimento, a discapito della crisi economica, e che il CFO stesso è interessato a conoscere quali siano le sue strategie di mercato.

## La carta della famiglia Prince
- Titolo originale: Prince Family Paper
- Diretto da: Asaad Kelada
- Scritto da: B. J. Novak

### Trama
Visto il buon rendimento della filiale di Scranton, e in mancanza di un sostituto al precedente incarico di Ryan, Wallace decide di incaricare Michael di provvedere a raccogliere informazioni su una piccola attività a conduzione famigliare, la Prince Family Paper, legata al commercio di carta. Michael accoglie tale sfida con entusiasmo, e, accompagnato da Dwight, mette in atto una serie di escamotages che lo portano a ottenere la lista completa degli ottanta clienti dell'attività stessa. La famiglia Prince, però, si dimostra assai cordiale e ben disposta verso Michael, al punto da riparare gratuitamente la sua automobile dopo un problema al parafanghi: di fronte a tale atto di generosità, Michael prova un forte senso di pentimento, conscio del fatto che consegnando la lista della clientela a Wallace tale attività finirà per perdere i propri clienti e scomparire.
Intanto, in ufficio Kevin imbastisce un acceso dibattito legato alla bellezza di Hilary Swank: si crea ben presto una situazione di stallo, poiché il gruppo di impiegati è letteralmente spaccato in due, e non si riesce a superare il pareggio numerico. Sarà solamente grazie a Michael che uno dei due team prevarrà sull'altro.

## Sollievo dallo stress
- Titolo originale: Stress Relief (part 1 & 2)
- Diretto da: Jeffrey Blitz
- Scritto da: Paul Lieberstein

### Trama
Seccato dalla scarsa allerta di sicurezza dei propri colleghi, Dwight decide di appiccare un piccolo fuoco in ufficio, simulando così un'emergenza d'incendio. L'uomo, tuttavia, non si rende conto di come una tale situazione possa facilmente sfuggire di mano, e il panico generale degli impiegati culmina con un infarto a danno di Stanley. Dwight riceve così un monito ufficiale da Wallace, e Michael decide pertanto di organizzare un corso di rianimazione cardio-polmonare: gli impiegati dimostrano una scarsa capacità di concentrazione, e ancora una volta Dwight manda ogni cosa a monte, distruggendo il manichino in dotazione per il corso. Wallace costringe pertanto l'uomo a porgere le proprie formali scuse ai colleghi, che dovranno vidimarle su un apposito foglio, che tuttavia nessuno intende firmare.
Michael, nel mentre, decide di organizzare delle sedute di yoga e meditazione, per stemperare le tensioni interne dell'ufficio: durante una seduta, però, il manager scopre che la sua sola presenza è la principale fonte di stress per i suoi dipendenti, e decide pertanto di organizzare un incontro dove poter prendersi gioco dello stesso manager, permettendo agli impiegati di dare libero sfogo ai propri pensieri su di lui. Tale incontro è un susseguirsi di battute offensive e di insulti diretti nei confronti di Michael, che ne esce totalmente abbattuto, al punto da sparire dal posto di lavoro. Dopo qualche giorno, il manager rientra in ufficio, e decide di ripagare con la stessa moneta i colleghi che lo hanno insultato.
Intanto, Pam deve affrontare una crisi di matrimonio tra i suoi genitori, che vivono ormai da separati. Jim cerca pertanto di risollevarle il morale, ricorrendo al film Mrs. Albert Hannaday (in cui fanno la loro comparsa gli attori Jack Black, Jessica Alba e Cloris Leachman); non trovando soluzione al problema, l'uomo decide su richiesta di Pam di fornire supporto emotivo al proprio suocero, che, di rimando, decide infine di divorziare dalla moglie. Pam, scioccata da ciò, cerca di capire cosa Jim abbia potuto dire a suo padre di talmente tragico, per poi scoprire dal padre stesso di come quest'ultimo avesse capito di non provare per la propria consorte lo stesso sentimento puro che Jim prova per Pam.

## Ciclo di conferenze: Parte 1
- Titolo originale: Lecture Circuit: Part 1
- Diretto da: Ken Kwapis
- Scritto da: Mindy Kaling

### Trama
Per via del successo economico ottenuto alla filiale di Scranton, Michael viene incaricato dai vertici della Dunder Mifflin di recarsi presso le varie sedi dell'azienda per spiegare le sue strategie vincenti, così il regional manager decide di farsi accompagnare da Pam. Già alla prima tappa, Utica, la segretaria si impensierisce, preoccupata che Karen (regional manager di Utica) possa covare ancora del rancore nei suoi confronti: a Utica, tuttavia, i due scoprono che Karen si è sposata con Dan, un dermatologo, e che la donna è all'ottavo mese di gravidanza. Pam e Karen seppelliscono quindi ogni possibile risentimento, sotto lo sguardo intristito di Michael: l'uomo, infatti, non può che ripensare alla sua ex compagna Holly, che non ha più rivisto da quando costei si è trasferita a Nashua, e con la quale non c'è stato un vero e proprio addio. Così, Pam decide di cambiare i programmi, e di portare Michael a Nashua per un confronto diretto con la sua ex compagna.
Intanto, in ufficio Jim e Dwight sono alle prese con i malumori di Kelly, la quale è furibonda per il fatto che non sia stata organizzata alcuna festa per il suo compleanno (a causa della disgregazione del party planning committee); Andy, invece, si infatua di Julia, una potenziale nuova cliente, finendo per ridursi a una sequela di goffi tentativi di seduzione.
- Altri interpreti: Erica Tazel (Julia)

## Ciclo di conferenze: Parte 2
- Titolo originale: Lecture Circuit: Part 2
- Diretto da: Ken Kwapis
- Scritto da: Mindy Kaling

### Trama
Michael e Pam arrivano a Nashua, dove scoprono che Holly non solo è assente per un impegno di tre giorni con le Risorse umane, ma che è anche impegnata in una relazione con l'impiegato A.J.: Michael accoglie la notizia con sconforto, al punto da non riuscire a terminare la propria conferenza con gli impiegati della filiale. Così, mentre Pam cerca di rattoppare l'incontro, Michael comincia a curiosare alla scrivania di Holly, scoprendo l'esistenza di una bozza digitale di una lettera che la donna ha scritto per Michael. L'uomo esporta il file su chiavetta, e dopo aver lasciato la filiale di Nashua, ne parla con Pam: non essendo Michael autorizzato a leggere tale lettera, Pam decide di leggerla per conto proprio e di cancellarla, rivelando però a Michael che Holly prova ancora qualcosa per lui. Il manager, risollevato, fa così ritorno a Scranton con aria felice.
Jim e Dwight continuano i loro sforzi per il party di Kelly, che è sempre più atterrita dalle scadenti proposte dei due colleghi: Dwight è infatti incapace di allestire i preparativi per un party, mentre Jim pecca di scarsa fantasia nella scelta della torta. Alla fine, i due proporranno all'impiegata di scegliere tra un'ora di riposo e un'ora di televisione sul posto di lavoro, per l'inaspettata gioia di Kelly.
- Altri interpreti: Rob Huebel (A.J.)

## Donazione del sangue
- Titolo originale: Blood Drive
- Diretto da: Randall Einhorn
- Scritto da: Brent Forrester

### Trama
È arrivato il giorno di San Valentino, e Michael è insofferente, poiché si tratta del primo San Valentino senza Holly. Dopo aver conosciuto una donna durante una donazione di sangue, Michael organizza un incontro con i propri dipendenti single, esortandoli a sfogarsi sui loro trascorsi sentimentali: l'atmosfera si rabbuia inevitabilmente, e Michael opta per l'organizzazione di una festa per single in ufficio, aprendo peraltro l'ingresso anche alle persone non legate alla Dunder Mifflin, nella speranza di incontrare nuovamente l'anonima donatrice di sangue. Durante la festa, diversi impiegati tentano di socializzare con gli altri invitati, con scarsi risultati: tra questi, però, Kevin, fresco della rottura con Stacy, riesce (con sua stessa sorpresa) a legare con Lynn, e i due finiscono per scambiarsi i rispettivi contatti.
Alla festa non prendono invece parte Jim, Pam e Phyllis, poiché non single: i tre decidono così di organizzare un'uscita di coppia con Bob Vance, il marito di Phyllis. Nonostante la buona sintonia dimostrata, Jim e Pam cominciano a temere che Bob e Phyllis siano scappati, dopo che i due si sono assentati a lungo da tavola: si scoprirà poi che la coppia si era in realtà appartata in bagno.
- Altri interpreti: Katie Aselton (donna incontrata da Michael), Lisa Wyatt (Lynn)

## Biglietto d'oro
- Titolo originale: Golden Ticket
- Diretto da: Randall Einhorn
- Scritto da: Mindy Kaling

### Trama
Ispirato dal film Willy Wonka e la fabbrica di cioccolato, Michael organizza di propria iniziativa la distribuzione di cinque biglietti speciali, che garantiscono uno sconto permanente del 10% su ogni acquisto alla Dunder Mifflin, e li ripone in cinque diversi pacchi di carta destinati alla spedizione immediata. Di lì a breve, Jim viene contattato dagli uffici della Cross Blue Shield della Pennsylvania, i quali hanno ottenuto tutti e cinque i buoni sconto (avendo Michael inseritili sbadatamente in confezioni vicine e destinate alla medesima spedizione), il che assicura alla compagnia uno sconto permanente del 50% su ogni ordine. La notizia arriva fino a Wallace, e Michael, temendo il licenziamento o addirittura la chiusura della filiale, per giustificarsi addossa ogni colpa a Dwight: quest'ultimo, tuttavia, è ben conscio di non essere il responsabile della cosa, ma viene persuaso da Michael a martirizzarsi per lui. Arrivato all'ufficio di Scranton, tuttavia, Wallace si congratula con Dwight, dal momento che l'iniziativa ha indotto la Cross Blue Shield a rendere la Dunder Mifflin la fornitrice esclusiva di tutti i materiali d'ufficio. Dwight se ne prende il merito con il sostegno dell'ufficio, e quando Wallace propone a Dwight di prendere parte a un meeting con i vertici dell'azienda, Michael finisce per sbraitare e rivendicare con furore il merito per l'idea.
Intanto, Kevin è sempre più interessato a Lisa, e chiede consiglio ai propri colleghi per riuscire a conquistarla. Andy decide di soccorrerlo, offrendogli il proprio supporto: alla fine della giornata, l'impiegato riuscirà a sconfiggere la timidezza, e a chiedere un appuntamento alla donna.

## Il nuovo capo
- Titolo originale: New Boss
- Diretto da: Paul Feig
- Scritto da: Gene Stupnitsky e Lee Eisenberg

### Trama
Michael è eccitato per la visita in ufficio di Charles Miner, il nuovo vice-presidente della Dunder Mifflin. Inizialmente, il regional manager dimostra una certa simpatia nei confronti del nuovo superiore, che attira contestualmente le attenzioni di molti impiegati dell'ufficio; finirà tuttavia per cambiare parere dopo che Charles comunica all'ufficio che verranno effettuati dei tagli di budget, soprattutto per i party aziendali, impedendo di fatto a Michael di organizzare una festa per i suoi quindici anni alla Dunder Mifflin. A ciò si aggiunge il passato lavorativo di Miner, che non ha fatto la gavetta alla Dunder Mifflin come i suoi predecessori Jan e Ryan, bensì proviene dall'industria siderurgica. Intanto, Jim cerca di aggraziarsi Miner, che in realtà si dimostrerà molto freddo nei suoi confronti, mentre Kelly e Angela dimostrano di provare un certo interesse per l'uomo.
Michael, esasperato dalla presenza ingombrante di Miner, decide di andare a New York per un colloquio diretto con Wallace, dopo che quest'ultimo ha cercato di evitare le chiamate di Michael. Il regional manager fa presente al CFO i problemi legati alla nuova linea aziendale adottata dalla compagnia, esternando il proprio disappunto per il trattamento ricevuto dopo molti anni di servizio: Wallace decide di accordargli una festa per i suoi quindici anni alla Dunder Mifflin, ma, di rimando, Michael decide di dimettersi.
- Altri interpreti: Idris Elba (Charles Miner)

## Due settimane
- Titolo originale: Two Weeks
- Diretto da: Paul Lieberstein
- Scritto da: Aaron Shure

### Trama
Mancano solamente quattro giorni alla scadenza delle due ultime settimane di Michael alla Dunder Mifflin, e l'uomo prende la questione con leggerezza, felice più che mai di liberarsi dagli impegni che il ruolo di regional manager prevedeva. I dipendenti si accorgono però che il loro ormai ex capo non sta affrontando a dovere la situazione, e gli fanno presente che l'uomo dovrà cercarsi un nuovo impiego. Michael dimostra così la propria incapacità nella ricerca di un nuovo lavoro, non avendo nessuna soluzione in mente né sapendo a chi rivolgersi. L'uomo decide così di avviare una propria compagnia dedita alla vendita e distribuzione di carta, la Michael Scott Paper Company, e dopo aver elaborato un form illustrativo sulla falsariga di quello della Dunder Mifflin cerca di ottenere il sostegno dei propri impiegati, chiedendo loro di entrare a far parte del suo business. Miner, tuttavia, scopre gli intenti di Michael, e riesce finalmente a cacciarlo dall'ufficio: l'uomo, tuttavia, rientra segretamente sul posto di lavoro, non rendendosi ancora conto dei rischi legati all'avviare un business privato, per fare un ultimo tentativo nel convincere gli impiegati a unirsi a lui. A sorpresa, Pam decide di appoggiare la causa di Michael, che ne accetta il sostegno dandole il ruolo di venditrice anziché segretaria.
La dipartita di Michael e Pam cambia gli equilibri dell'ufficio: Miner, infatti, oltre a condurre dei colloqui per trovare il sostituto di Michael, decide di affidare il ruolo di segretario provvisoriamente a Kevin, mentre incarica Stanley di supervisionare l'efficienza dell'ufficio.

## La squadra d'oro
- Titolo originale: Dream Team
- Diretto da: Paul Feig
- Scritto da: B. J. Novak

### Trama
Pam e Michael si incontrano per dare un avvio concreto alla Michael Scott Paper Company, ma l'entusiasmo dell'ex segretaria della Dunder Mifflin viene presto fatto vacillare dall'atteggiamento titubante di Michael, che non si dimostra in grado di gestire le pressioni legate al business privato. Pam, tuttavia, non si arrende, ed esorta Michael a radunare un corpo di lavoratori: l'uomo decide così di ricorrere a Vikram, un uomo indiano incontrato al call-center presso cui Michael lavorava, e a Ryan, che, tornato dalla Thailandia, lavora presso un locale di bowling. Di fronte alla fallita trattativa con i primi clienti, ovvero la nonna di Michael e altri anziani di un ospizio, Vikram abbandona il progetto, e anche Pam è sul punto di farlo, per poi convincersi a resistere. Michael, Ryan e Pam ottengono quindi un ufficio, ovvero uno scantinato inutilizzato dello stesso edificio della Dunder Mifflin di Scranton.
Intanto, in ufficio gli impiegati tentano di aggraziarsi Miner, soprattutto dopo aver scoperto la sua passione per il calcio: quando Jim arriva a sostenere, mentendo, di praticarlo abitudinariamente come hobby, Miner decide di organizzare una partita d'ufficio nel parcheggio.
- Altri interpreti: Ranjit Chowdhry (Vikram)

## Michael Scott Paper Company
- Titolo originale: Michael Scott Paper Company
- Diretto da: Gene Stupnitsky
- Scritto da: Justin Spitzer

### Trama
È il giorno inaugurale della Michael Scott Paper Company, ma l'ambiente lavorativo si dimostra subito come uno dei peggiori: il posto di lavoro è infatti limitato a uno striminzito sgabuzzino, per il quale passano i condotti dell'acqua dei bagni della Dunder Mifflin, e tra Michael, Pam e Ryan la scintilla tarda a scattare. Pam, infatti, è preoccupata che Michael le ritorni ad affidare incarichi da segretaria, mentre Ryan si dimostra negligente e poco propenso al darsi da fare. Michael comincia a provare seri dubbi sulla validità del progetto, mentre Pam tenta disperatamente di ritornare alla Dunder Mifflin, scoprendo però di essere già stata rimpiazzata da Erin Hannon. Su iniziativa di Michael, tuttavia, i tre organizzano un buffet a base di pancake aperto a chiunque, che si rivela tuttavia un fiasco, in quanto si presentano solamente un potenziale cliente e lo staff della Dunder Mifflin. Più tardi, però, Pam viene contattata dall'uomo presentatosi al buffet, e riesce a concludere il primo affare della neonata compagnia.
Alla Dunder Mifflin, intanto, a Jim viene assegnato lo svolgimento di una rundown delle informazioni sulla clientela dell'azienda, e Jim, non sapendo di cosa si tratti, cerca in ogni modo di non sfigurare di fronte a Miner. Intanto, Andy e Dwight, alle prese con una competizione che vede in palio Erin, diventano sempre più affiatati, finendo per innervosire Angela.
- Altri interpreti: Ellie Kemper (Erin Hannon)

## Dura concorrenza
- Titolo originale: Heavy Competition
- Diretto da: Ken Whittingham
- Scritto da: Ryan Koh

### Trama
Michael, pur avendo rotto i rapporti con la Dunder Mifflin ed esserne diventato un rivale, fa affidamento su Dwight, che per lealtà gli fornisce diverse informazioni utili sull'azienda: tutto cambia quando Dwight comincia a essere notato da Charles, che gli offre un ruolo di maggiore importanza all'interno della compagnia. Così, Dwight si ribella a Michael, al quale Charles intima di smettere di ficcanasare negli uffici della Dunder Mifflin. Tra Michael e Dwight comincia così una guerra reciproca, fatta di sotterfugi e tradimenti, che culmina con un'accesa competizione per ottenere un nuovo contratto con Daniel Scofield, della HarperCollins, già cliente di Dwight. Michael, infine, riuscirà a giocare adeguatamente le proprie carte, ottenendo la fiducia del cliente di Dwight.
Intanto, Jim e Pam continuano con i preparativi per le proprie nozze, e si rivolgono ad Andy e al suo coro a cappella alla ricerca di un gruppo musicale economico per la cerimonia. Di fronte alle esorbitanti richieste del collega, Pam declina l'offerta dell'uomo, così Andy comincia a sospettare che la donna abbia un ruolo prevaricante nella relazione con Jim, come lo aveva Angela rispetto ad Andy stesso, fraintendendo tuttavia il tipo di rapporto tra i due: così, Jim tende uno scherzo ad Andy, assecondando le sue convinzioni, e dopo avergli rivelato l'inganno lo rassicura del fatto che prima o poi anche lui troverà la sua anima gemella.
- Altri interpreti: Bob Gebert (Daniel Scofield)

## Al verde
- Titolo originale: Broke
- Diretto da: Steve Carell
- Scritto da: Charlie Grandy

### Trama
L'inaspettato successo della Michael Scott Paper Company è nocivo per la Dunder Mifflin di Scranton: dopo una perdita di ben dieci tra i clienti più grossi, a far visita è lo stesso CFO David Wallace, turbato dalla situazione. L'uomo deve infatti controllare da vicino l'operato di Charles Miner, che cerca in ogni modo di mettersi in buona luce, sotto gli occhi di un attento Jim. Wallace e Miner decidono di fare affidamento su Jim, scelto da David, e Dwight, scelto da Charles: al termine di una consultazione, Charles incarica Jim (anziché Dwight) di offrire a Michael una proposta di acquisizione della sua compagnia. Nel frattempo, la Michael Scott Paper Company deve far fronte al rischio di bancarotta, in quanto la sua rapida crescita non viene accompagnata da un regolare aumento dei prezzi.
Intristiti dai problemi finanziari, Michael, Pam e Ryan reagiscono con sorpresa ed entusiasmo alla proposta di Jim, il cui buon operato è accompagnato da un progressivo screditare Dwight sotto gli occhi di Charles, al punto che Miner stesso decide di non dar retta a Dwight dopo che quest'ultimo è venuto a conoscenza dei grossi problemi economici della Michael Scott Paper Company. Ignaro della reale situazione finanziaria della compagnia di Michael, Wallace offre ai tre 12 000 dollari, cifra che Michael riesce tuttavia a far lievitare fino ai 60 000 dollari. Nonostante l'entusiasmo di Pam e Ryan, Michael declina tuttavia l'offerta, proponendo piuttosto la propria riassunzione a regional manager, quella di Pam come salesman anziché segretaria, e quella di Ryan. Wallace accetta la proposta, liquidando così Miner e sostituendolo con un redivivo Michael Scott.

## Venerdì casual
- Titolo originale: Casual Friday
- Diretto da: Brent Forrester
- Scritto da: Anthony Q. Farrell

### Trama
Mentre Toby conduce la sua crociata contro la pratica del casual friday nuovamente indetta da Michael, appena reintegrato come regional manager, in ufficio si fa crescente la tensione tra i salesman, soprattutto da parte di Dwight, Phyllis, Stanley e Andy nei confronti di Pam e Ryan, che dopo essere stati assunti come salesman hanno mantenuto la propria clientela pur avendola sottratta ai quattro colleghi, che, adirati, rivogliono indietro i propri contatti. Dopo che Ryan perde un cliente precedentemente appartenuto a Dwight, i quattro minacciano Michael di abbandonare l'azienda, così il manager decide di riassegnare i vari clienti ai legittimi salesman. Questo tuttavia comporta un calo del numero di clienti da spartire tra Ryan e Pam, pertanto il manager li avvisa di poter mantenere per tale incarico solamente uno dei due. Dopo essersi confrontato con Jim, Michael decide di assegnare l'incarico definitivo a Pam, mentre a Ryan viene riproposto un contratto lavorativo a tempo determinato.

## Disco-caffè
- Titolo originale: Cafe Disco
- Diretto da: Randall Einhorn
- Scritto da: Warren Lieberstein e Halsted Sullivan

### Trama
Michael cerca di convincersi che l'avvicendarsi di Charles Miner come regional manager di Scranton abbia portato un'atmosfera di terrore nel rapporto tra impiegati e superiore, pertanto decide di inaugurare il cafe disco, ovvero un punto di svago, ubicato nello scantinato precedentemente adibito a ufficio della Michael Scott Paper Company, dove poter ballare e bere caffè per staccare dal lavoro. Inizialmente, i lavoratori prendono la cosa con scetticismo, e a ciò si aggiunge uno strappo muscolare che Phyllis accusa mentre balla: mentre la donna viene soccorsa da Dwight, al quale confida scherzosamente di sospettare che Bob abbia una relazione con la propria segretaria, Michael ottiene il supporto di Erin, e ben presto i lavoratori della Dunder Mifflin e della Bob Vance Refigeration si ritrovano tutti assieme nello scantinato.
Mentre l'atmosfera è gioiosa nel cafe disco, Pam e Jim programmano segretamente il loro matrimonio a sorpresa, che si celebrerà privatamente in Ohio. Sul punto di lasciare Scranton, però, la coppia decide di trattenersi alla festa di Michael, e decide di comune accordo di sposarsi con rito organizzato, a costo di dover aspettare.

## Picnic aziendale
- Titolo originale: Company Picnic
- Diretto da: Ken Kwapis
- Scritto da: Jennifer Celotta e Paul Lieberstein

### Trama
Lo staff di Scranton si reca all'annuale ritrovo della Dunder Mifflin, che, come di consueto, organizza una giornata all'aperto a base di cibo e attività sportive. Al raduno, Michael avvista Holly, accompagnata dal fidanzato A.J., e coglie al balzo l'occasione per trascorrere del tempo con l'ex compagna, programmando di rivelarle a fine giornata i propri sentimenti, fiducioso che la donna lasci A.J. per tornare con Michael. I due dimostrano subito un ritrovato feeling, e trascorrono l'intera giornata assieme, contribuendo agli svaghi del picnic e rivelando involontariamente a tutti l'imminente chiusura della filiale di Buffalo. A fine giornata, tuttavia, Michael esita e decide di non rivelare a Holly il proprio amore.
Intanto, gli impiegati di Scranton formano la solita squadra di pallavolo, capitanati da un Dwight deciso più che mai a vincere il torneo, dopo anni di insuccessi. Erin, Phyllis e Kevin, tuttavia, si dimostrano inadatti al gioco competitivo, ma quando tutto sembra precipitare per il peggio, la squadra scopre in Pam un valore sportivo aggiunto, e la neo-salesman guida pian piano il team fino alla finale, da disputarsi contro lo staff dirigenziale della Dunder Mifflin, guidato da Charles Miner, che cerca in ogni modo di generare sfiducia nel team avversario. Nel corso della finale, tuttavia, Pam si infortuna, ed è costretta da Miner e Wallace a lasciare il campo: con la complicità di Jim, che l'accompagna in ospedale, e di Dwight, che cerca in ogni modo di far perdere del tempo per evitare la sostituzione, la donna si sottopone a una radiografia. A fine puntata, la telecamera riprende Jim e Pam in preda alla gioia per una buona notizia comunicata dal medico (presumibilmente una gravidanza inaspettata di Pam), e Jim comunica a Dwight di procedere con la sostituzione.